# Jehan Simon Hasprois
Jehan Simon Hasprois ou Johannes Symonis Hasprois né à une date inconnue et mort en 1428, est un compositeur français originaire d'Arras et apparenté à l'ars subtilior. Quatre de ses œuvres musicales survivent dans quatre manuscrits différents, et il a peut-être aussi écrit un traité sur l'astrologie.

## Carrière
Jehan Hasprois mène une vie itinérante. Sa carrière commence dans les cours royales. En 1378, il sert à la cour de Ferdinand Ier du Portugal, puis en 1380, il est à la cour de Charles V de France. Par la suite, il fait carrière dans l' Église. En 1384, il est petit vicaire de la cathédrale de Cambrai, et dans le même diocèse, il obtient le rectorat de l'église paroissiale de Liessies, probablement en 1388. Il est également bénéficiaire à Arras, à Rozoy dans l'Aisne et à la cathédrale de Cambrai. Il quitte sa paroisse entre août 1390 et 1393 et va servir comme aumônier privé de l'antipape Clément VII à la chapelle papale d'Avignon. Comme son nom précède toujours celui de Johannes de Bosco, devenu aumônier en 1391, dans les registres, il est probable qu'il a été nommé aumônier avant 1391. Hasprois a continué à servir sous Benoît XIII jusqu'en 1403. Il est peut-être la même personne que le magister Johannes Symonis qui a assisté au Concile de Constance en 1417 et a écrit un essai d'astrologie. Hasprois sert également à la Curie romaine comme notaire apostolique jusqu'à sa mort en 1428.

## Musique
Sa ballade Puisque je sui fumeux conservée dans le Codex Chantilly est « un excellent exemple du style extrêmement complexe de l'ars subtilior ». Le texte de cette ballade est également conservé anonymement sous le nom de Balade de maistre fumeux. Il ressemble au rondeau de Solage, Fumeux fume par fumee, et tous deux ont probablement été écrits pour le «cercle très excentrique» réuni autour de Jehan Fumée. Si oui, alors il date probablement de l'époque où Hasprois était à la cour de Charles V.
Hasprois a écrit deux autres ballades dans la tradition de l'amour courtois qui s'exprimait vers 1400. Ma doulce amour est conservé dans trois manuscrits et est la plus complexe des deux. Le syllabique Se mes deux yeux se trouve dans un seul manuscrit, à côté de Ma doulce. Il y a aussi un refrain de rondeau incomplet, Jone, gente, joyeuse, avec une partie ténor sans texte, attribué à Hasprois dans un manuscrit.
Les spécialistes modernes ont suggéré plusieurs compositions anonymes comme ayant pu être composées par Hasprois : trois du manuscrit GB-Ob 213, basé sur le style, et deux chansons des Fragments de Leyde, parce que son nom apparaît dans leurs textes. L'une d'elles, la chanson Ho, ho, ho, ho, est dans un style plus simple que ses deux balades ultérieures du début du XVe siècle.